# Канандейгуа (Нью-Йорк)
Канандейгуа (англ. Canandaigua) — город в штате Нью-Йорк, США. Расположен на северном конце одноимённого озера, одного из озёр Фингер-Лейкс. Основан в 1789 году. В 2020 году население составляло 10 576 человек. 
Канандейгуа является административным центром округа Онтэрио, хотя некоторые административные офисы находятся в соседнем городе Хоупвелл. Находится в 39 км к юго-востоку от Рочестера, в 109 км к западу от Сиракуз и в 150 км к востоку от Буффало. 11 ноября 1794 года в Канандейгуа был подписан Канандейгуаский договор, также известный как Договор Пикеринга или договор ситца. Это соглашение установило мир и дружбу между Соединёнными Штатами Америки и шестью нациями, а также подтвердило права ирокезов на землю в штате Нью-Йорк. Канандейгуа является городом побратимом российского города Старая Русса.

## Известные люди, связанные с округом
- Майрон Кларк, губернатор Нью-Йорка (1855—57).
- Стивен Дуглас, сенатор от Иллинойса и политический противник Авраама Линкольна.
- Артур Доув, американский художник-абстракционист.
- Джон Норт Уиллис, один из пионеров автомобилестроения.
- Фрэнсис Грейнджер, кандидат на пост вице-президента США в 1836 году.